# Карасинский сельсовет (Курганская область)
Карасинский сельсовет — упразднённые административно-территориальная единица и муниципальное образование со статусом сельского поселения в составе Юргамышского района Курганской области.
Административный центр — село Караси.
С 23 декабря 2021 года Законом Курганской области от 10.12.2021 № 143 муниципальный район был преобразован в муниципальный округ, сельсовет упразднён.

## История
В соответствии с Законом Курганской области от 6 июля 2004 года № 419 сельсовет наделён статусом сельского поселения.

## Население
| 1989 | 2002  | 2004  | 2010 | 2012 | 2013 | 2014 |
| ---- | ----- | ----- | ---- | ---- | ---- | ---- |
| 1368 | ↘1167 | ↘1138 | ↘862 | ↘835 | ↘804 | ↘776 |
| 2015 | 2016  | 2017  | 2018 | 2019 | 2020 |      |
| ↗781 | ↘765  | ↘762  | →762 | ↘720 | ↘704 |      |

## Состав сельского поселения
| № | Населённый пункт | Тип населённого пункта       | Население |
| - | ---------------- | ---------------------------- | --------- |
| 1 | Барановка        | деревня                      | ↘88       |
| 2 | Караси           | село, административный центр | ↘611      |
| 3 | Кольцевой        | посёлок                      | ↘77       |
| 4 | Макаташкина      | деревня                      | ↘0        |
| 5 | Малые Караси     | деревня                      | ↘8        |
| 6 | Редуть           | деревня                      | ↘78       |